# Mark Withers
Mark Fred Withers (Binghamton, 25 de junio de 1947-Glendora, 22 de noviembre de 2024) fue un actor estadounidense, conocido por su participación en populares series de televisión de los ochenta.

## Primeros años
Mark Withers nació en Binghamton, Nueva York, el 25 de junio de 1947. Consumado atleta durante su juventud, ganó una beca de la NCAA, la cual le posibilitó asistir a la Universidad Estatal de Pensilvania donde se destacó como jugador de fútbol americano. Descubierta su vocación, logró graduarse con una licenciatura en actuación y dirección de la Universidad Estatal de California y una maestría en Bellas Artes de la Universidad Estatal de Minnesota.

## Trayectoria
Su participación en la primera temporada de la serie Dinastía es de las más recordadas. Allí se puso en la piel de Ted Dinard, el desafortunado amante homosexual de Steven Carrington, personaje interpretado por Al Corley. Más recientemente pudo verse en Stranger Things, serie de suspenso y ciencia ficción ambientada en la década de los ochenta, donde encarnó al forense Gary del condado de Roane. Destaca además su participación en otros éxitos televisivos como Mujer Maravilla, Magnum, P.I., The Dukes of Hazzard, L.A. Law, Days of Our Lives, Frasier, Castle, Mentes criminales, Sense8 y True Blood. Trabajó además en películas de cine tales como Basic Training, The Ultimate Life, Turn Around Jake y Bolden.
Antes de incursionar en proyectos televisivos y cine, pudo verse en anuncios comerciales para marcas como McDonald's, Folgers, Irish Spring y American Airlines, entre otras.

## Muerte
A los 77 años y tras padecer un cáncer pancreático, falleció el 22 de noviembre de 2024 en Glendora, California.

## Filmografía

### Series de televisión
- Sense8 (2015-2018)
- Stranger Things (2015-2016)
- Work from Home (2014- )
- Castle (2009-2016)
- True Blood (2008-2014)
- In Development (2013- )
- Drop Dead Diva (2009-2014)
- Ruby & Martin (2012- )
- Criminal Minds (2005- )
- She Spies (2002-2004)
- The King of Queens (1998-2007)
- Frasier (1993-2004)
- Matlock (1986-1995)
- The New Gidget (1986-1988)
- The Wizard (1986-1987)
- L.A. Law (1986-1994)
- Days of Our Lives (1965)
- Dallas (1978-1991)
- Hunter (1984-1991)
- Divorce Court (1984-1993)
- Hill Street Blues (1981-1987)
- Hotel (1983-1988)
- Remington Steele (1982-1987)
- Santa Bárbara (1984-1993)
- Trauma Center (1983)
- Hart to Hart (1979-1984)
- The Dukes of Hazzard (1979-1985)
- Magnum, P.I. (1980-1988)
- Best of the West (1981-1982)
- Trapper John M.D. (1979-1986)
- The Greatest American Hero (1981-1983)
- Dynasty (1981-1989)
- California Fever (miniserie de TV-1979)
- Kaz (1978-1979)
- Mujer Maravilla (1975-1979)
- How the West Was Won (1976-1979)

### Películas de televisión
- Alex: The Life of a Child (1986)
- The Hugga Bunch (1985)
- Her Life as a Man (1984)
- Something About Amelia (1984)
- Death of a Centerfold: The Dorothy Stratten Story (1981)
- Wild and Wooly (1978)
- McNamara's Band (1977)

### Largometrajes
- Bolden (Dan Pritzker, 2019)
- The Phoenix Incident (Keith Arem, 2015)
- Turnaround Jake (Jared Isham, 2014)
- The Ultimate Life (Michael Landon Jr., 2013)
- Southern Man (Rick Rosenberg, 1998)
- Basic Training (Andrew Sugerman, 1985)

### Otras producciones
- A Final Gift (cortometraje-2012)
- Citizen X (videojuego-2002)